# Le Tempisque

Le fleuve (source au volcan Orosí) et ses affluents

Le Tempisque est un fleuve du Costa Rica qui appartient au bassin versant de l'océan Pacifique. Il est le troisième fleuve le plus étendu du pays, après le Térraba (en espagnol Río Grande de Térraba) et le Reventazón. Il se trouve dans la partie nord du pays, au Guanacaste, et son lit parcourt une grande partie de ce territoire. 
Le Tempisque a sa source dans la cordillère du Guanacaste, au volcan Orosí ; à cet endroit le fleuve est appelé Tempisquito.  
Le Tempisque parcourt 144 km en direction sud et sud-est sur la province de Guanacaste, au bord de la péninsule de Nicoya jusqu'à aboutir au golfe de Nicoya dans l'océan Pacifique.  
Avant de se déverser dans l'océan, le Tempisque draine la basse zone marécageuse qui caractérise le parc National de Palo Verde.  Ses principaux affluents sont les rivières Bebedero, Colorado, Libéria et Salto.  Le fleuve est navigable entre son embouchure et la localité de Bolson sur 36 kilomètres. Sur ses rives, ou celles de ses affluents, se trouvent des villes importantes du Guanacaste telles que Liberia, Santa Cruz et Philadelphie.
Son bassin mesure 3 405 km2 ; il est le deuxième du pays après celui du Terraba. Cependant, si le bassin est considéré avec celui du bassin du fleuve Bebedero, l'autre grand fleuve du Guanacaste, ils font ensemble 5 455 km2, c'est-à-dire un bassin plus grand que le premier. Le bassin du Tempisque-Bebedero est le plus important du Costa Rica au niveau agricole, il apporte 75 % de l'eau disponible à cet effet au niveau national. Des eaux du Tempisque dépendent la production de bétail bovin et les cultures extensives comme la canne à sucre et le riz. De même, cet espace compte une grande biodiversité, de sorte qu'il y a deux zones de conservation : l'Arenal-Tempisque et celle du Tempisque qui révèlent l'importance de la zone humide localisée dans le parc National de Palo Verde. 
Le bassin est divisé en trois sections : la partie supérieure, couverte de forêt, localisée dans la cordillère volcanique du Guanacaste; la partie moyenne, avec des terrains ondulés, consacrés à l'agriculture et localisés à Santa Rosa, entre les cantons de Libéria et Cañas ; et la partie inférieure, composée des plaines et des marais maritimes, sujets à des inondations et connues comme «le Bas-fond du Tempisque» ou Bajura.
Avant la construction de l'Autoroute Interaméricaine, le Tempisque était la principale voie de communication du Costa Rica avec la province de Guanacaste. Par ses eaux naviguèrent les conquérants espagnols qui arrivèrent pour la première fois dans la région du Guanacaste, dominée depuis les temps précolombiens par une civilisation de culture mésoaméricaine. Au XXe siècle, le ferry sur le Tempisque a raccourci la distance de voyage entre la masse continentale du Costa Rica et la péninsule de Nicoya.  
En 2002, on construisit près de l'embouchure le pont de l'Amitié en raison d'un accord entre le Costa Rica et Taïwan ce qui réduisit le temps du trajet entre la péninsule de Nicoya et le reste du territoire national.

## Étymologie
Le nom original de la rivière Tempisque, avant l'arrivée des Espagnols en 1520, était Zapandí, Sabandí, Sapancí ou Cipancí, qui était le nom du roi d'un village de culture chorotega qui se trouvait à 5 km de l'embouchure du fleuve.
Le mot tempisque est probablement d'origine nicarao ou náhuatl, faisant appel à un arbre d'origine mésoaméricaine que l'on peut trouver depuis le Mexique jusqu'au Panama et qui reçoit aussi, au Costa Rica, le nom de danto ou nispero jaune. Il est composé par templi qui signifie « rive », et ixqui, qui signifie « gardien ». De cette manière surgit templixqui, ou « celui qui garde les rives des rivières ». Une autre interprétation serait que tempisque vient de tentl, « lèvre », et pitztic, « serré », étant donné que le fruit de l'arbre de tempisque « colle aux lèvres » (tentlpitztic).
Les indigènes Chorotegas qui habitaient le territoire de l'actuelle province de Guanacaste avant l'arrivée des conquérants, recevaient beaucoup d'influence culturelle des Mayas et des Aztèques. Pourtant, il n'existait pas une influence claire du náhuatl dans le langage original des Chorotegas ni dans aucune autre des langues des indigènes costariciens avant la colonisation. Cela laisse aussi supposer que quelques toponymes actuels du Costa Rica comme Tempisque, Montezuma, Guanacaste ou Zapote furent peut-être amenés par les colons espagnols qui avaient déjà habité dans d'autres colonies bien établies comme le Mexique, le Guatemala, le Salvador ou le Nicaragua. Ils auraient assimilé ces toponymes dans le vocabulaire patrimonial castillan. Le mot « tempisque » est l'unique mot d'origine náhuatl dont la présence est documentée dans la province de Guanacaste depuis la colonisation.

## Histoire
Dans le bassin du fleuve Tempisque se développa la culture de Nicoya, une des plus anciennes et importantes de l'histoire du Costa Rica. Des recherches archéologiques dans la zone du Guanacaste ont livré des indices de peuplement du territoire 8000 ans av. J.-C., à proximité du lac Arenal et de la côte Pacifique de la province du Guanacaste.
L'agriculture est apparue entre 2000-500 ans avant notre ère dans les régions de Tilarán, Cañas et Libéria, avec des indices de peuplement dans les environs du lac Arenal. Déjà à cette période, apparaissent les premiers types de céramique : tecomates (vases sans cou et bouche très fermée), marmites-tecomates et vases cylindriques, décorés avec des bords de coquillages, avec les ongles et avec des lignes d'argile rouge.
Les premiers villages dans la région du Guanacaste apparaissent entre les années 500 et 300 avant notre ère, dans les marges de la rivière. C'est pourquoi on nomme archéologiquement cette période historique « Période Tempisque ». On a trouvé des dépôts de céramique en des zones basses, des fours pour cuisiner, des objets en argile. Des cimetières ont été localisés dans les collines proches de la côte, avec des tombes en forme de puits ou de cloche, avec des cercles de pierres dans l'entrée des fosses. Il y a aussi des enfouissements d'os rassemblés pour une sépulture secondaire et enveloppés par des couches d'écorce et de fibres, ainsi que des offrandes constituées d'objets en bois et en jade. Au cours de cette période, les artisans ont acquis une grande dextérité dans la fabrication des metates, meules dormantes à trois pieds ornées de bas-relief, des céramiques à deux couleurs, des objets en jade, des têtes de massues en pierre portant divers motifs décoratifs, spécialement d'animaux, où prédomine le jaguar. On y déposait  aussi des vases avec des représentations humaines ou d'animaux, décorés en deux couleurs.
Entre les années 300-800 de notre ère, les sociétés se complexifient surtout en des zones comme Cañas et Liberia, avec des colonies de la taille autour de 1 ha, formées par des ensembles d'habitations, avec des sols en argile et des fours. Le modèle funéraire reflète l'organisation et la différenciation sociale de l'époque, avec des enfouissements en monticules de grande taille, bâtis avec des blocs de pierre qui ont nécessité un effort collectif pour être construits. Ces individus étaient enterrés en position fléchie, caractéristique de cette période. Dans d'autres types d'enfouissements, on a trouvé des urnes funéraires. Les principales offrandes funéraires ont été des objets de céramique, mais aussi des objets de pierre, des bijoux en or, des couteaux en obsidienne et des objets de jade. Ces deux derniers reflètent les échanges de la région avec le nord de l'Amérique centrale car on a même trouvé des jades d'origine maya qui ont été retravaillés avec des motifs locaux. Le jade était le principal symbole de rang élevé, fruit de la forte influence mésoaméricaine.
Vers les années 800, l'arrivée des Chorotegas au Guanacaste a introduit quelques changements dans l'art et la religion. Abondent, alors, les éléments d'origine mésoaméricaine, surtout dans la céramique. Les villages prospèrent en divers lieux de la région comme Nacascolo et Papagayo, avec des fouilles démontrant l'extraction de sel, utilisé pour le commerce. Les modèles funéraires soulignent les richesses des offrandes, avec des objets de céramique et des metates sculptés. Ils offrent aussi des céramiques de diverses couleurs, de grande qualité, utilisée même comme bien d'échange commercial inter et extrarégional, décorée avec des motifs d'inspiration mésoaméricaine, comme le serpent à plumes et d'autre déités associées à la guerre et l'eau. Les metates acquièrent des formes zoomorphes (jaguar, aigle) et les encensoirs se trouvent couronnés par des têtes de crocodile. Les chorotegas poussèrent les habitants originaux de la région à se déplacer, vraisemblablement des villages de la zone culturelle centre americaine-colombienne parlant des langues d'origine chibcha, parmi lesquels on a identifié les Corobicíes, qui étaient situés sur la rive ouest de la rivière Tempisque, dans les vallées des rivières Abangares et Corobicí, dans l'actuel canton de Cañas.
À l'arrivée des Espagnols au XVIe siècle, les Chorotegas avaient consolidé le Royaume de Nicoya, lequel dominait cinq autres groupes dirigés par de grands caciques: Diriá, Corobicí, Abangares, Orotina et Chomes. Il existait aussi d'autres groupes dirigés par des caciques de moindre importance à Chira, Cangen, Nandayura, Nicopasaya et Zapandí. La région a été explorée en 1523 par Gil González Dávila. Celui-ci parcouru le littoral Pacifique du Costa Rica et il pénétra dans le golfe de Nicoya, en naviguant les eaux en amont du Tempisque jusqu'au territoire du cacique de Zapandí - appelé du nom de son grand cacique, dénomination qui a été étendue à la rivière - et après par terre jusqu'à la ville de Nicoya, gouvernée par le roi Nicoa. Selon Gonzalo Fernández d'Oviedo et Valdés, chroniqueur de l'expédition de González Dávila, la ville préhispanique de Nicoya  disposait d'une place centrale avec des temples, d'une pyramide à gradins basse pour réaliser des sacrifices humains et de places spécialisées pour les marchés et les résidences des dirigeants. À la différence du reste du territoire costaricien, la région de Nicoya a été soumise très tôt par les Espagnols, qui l'ont annexée à la Province du Nicaragua, jusqu'à ce qu'en 1824 le Parti de Nicoya décide de s'annexer au Costa Rica. Aujourd'hui encore existent des vestiges de la culture de Nicoya, conservés principalement sous forme céramiques, dans les régions de Santa Cruz et Matambú.

## Hydrologie
Hydrogéologiquement, la rivière Tempisque se forme à partir de la confluence des rivières Tempisquito et Ahogados. À partir de sa confluence avec la rivière du Colorado, s'entame la vallée alluviale de la rivière Tempisque. Le bassin présente des pentes supérieures à 7 % dans les parties hautes et de 2 % dans les parties basses. L'élévation majeure correspond à la zone du volcan Sainte-Marie, avec 1,916 msnm.
Le fleuve Tempisque se trouve localisé dans la dénommée dépression géologique du Tempisque, que se trouve localisée entre le Complexe de Nicoya, et la récente cordillère volcanique du Guanacaste, elle présente une topographie plane et ondulée, avec de légères dépressions inondables tout au long du lit principal de la rivière, avec des dépôts de sédiments vers la zone de l'embouchure.
Le Tempisque draine une grande part de la plaine guanacastèque. Ses tributaires naissent dans la Cordillère volcanique du Guanacaste et dans les hauteurs du nord des collines de Nicoya. Son bassin correspond à 3 405 km2, mais le système hydrographique du Tempisque-Bebedero forme un grand bassin de 5 455 km2, ce qui équivaut à 11 % du territoire national.
Son débit varie selon l'époque de l'année et de l'endroit par où passe la rivière.

## Écologie

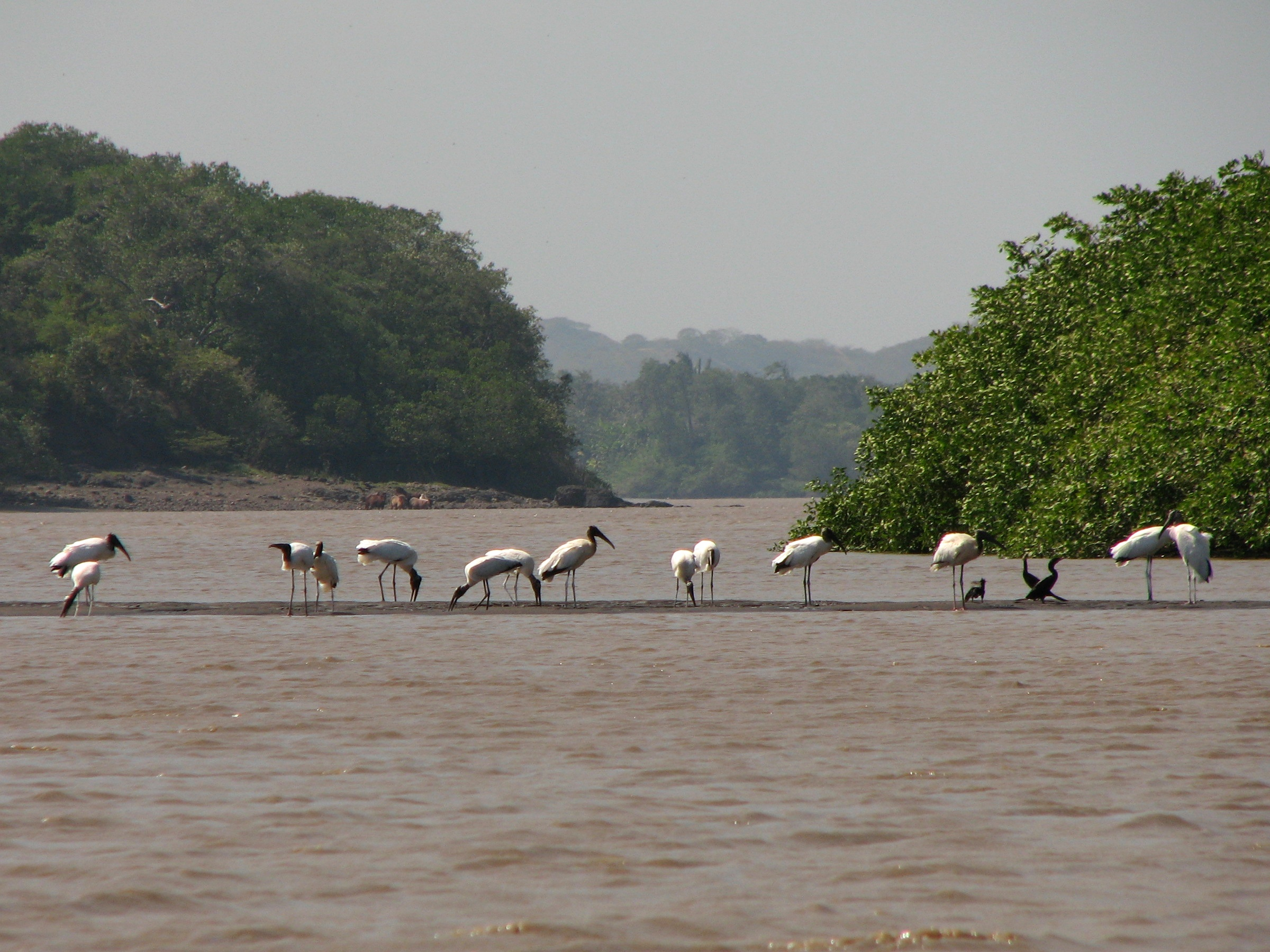
Cigognes dans la rivière Tempisque.

La vallée du Tempisque se caractérise par la présence de divers écosystèmes, comme les zones humides de Bolsón, Zapandí et Palo Verde ; quelques habitats comme des forêts de bois secs, des sabanes arborées et forêts toujours vertes. Les principaux 
aquifères se trouvent à Bagaces et Libéria. Ils approvisionnent d'eau potable Libéria, Sardinal, Philadelphie, Bethléem, Santa Cruz ainsi que d'autres populations plus petites. Par ces raisons, le bassin de la rivière Tempisque se trouve protégé par deux zones de conservation : la Zone de Conservation Tempisque, et la Zone de Conservation Arenal-Tempisque.
La Zone de Conservation Tempisque est chargée de la protection du bassin moyen et bas de la rivière, ainsi que des collines de la péninsule de Nicoya; il  sauvegarde en plus la biodiversité des ressources marines, la vie sylvestre, le régime hydrologique, la forêt tropicale sèche, les sources d'eau, l'habitat des oiseaux aquatiques, telles que les garzes, les ibises et les garzettes et les espèces marines comme les tortues.
La Zone de Conservation Arenal-Tempisque protège la partie basse du bassin de la rivière, à travers le parc national de Palo Verde, situé dans le littoral de la rivière.

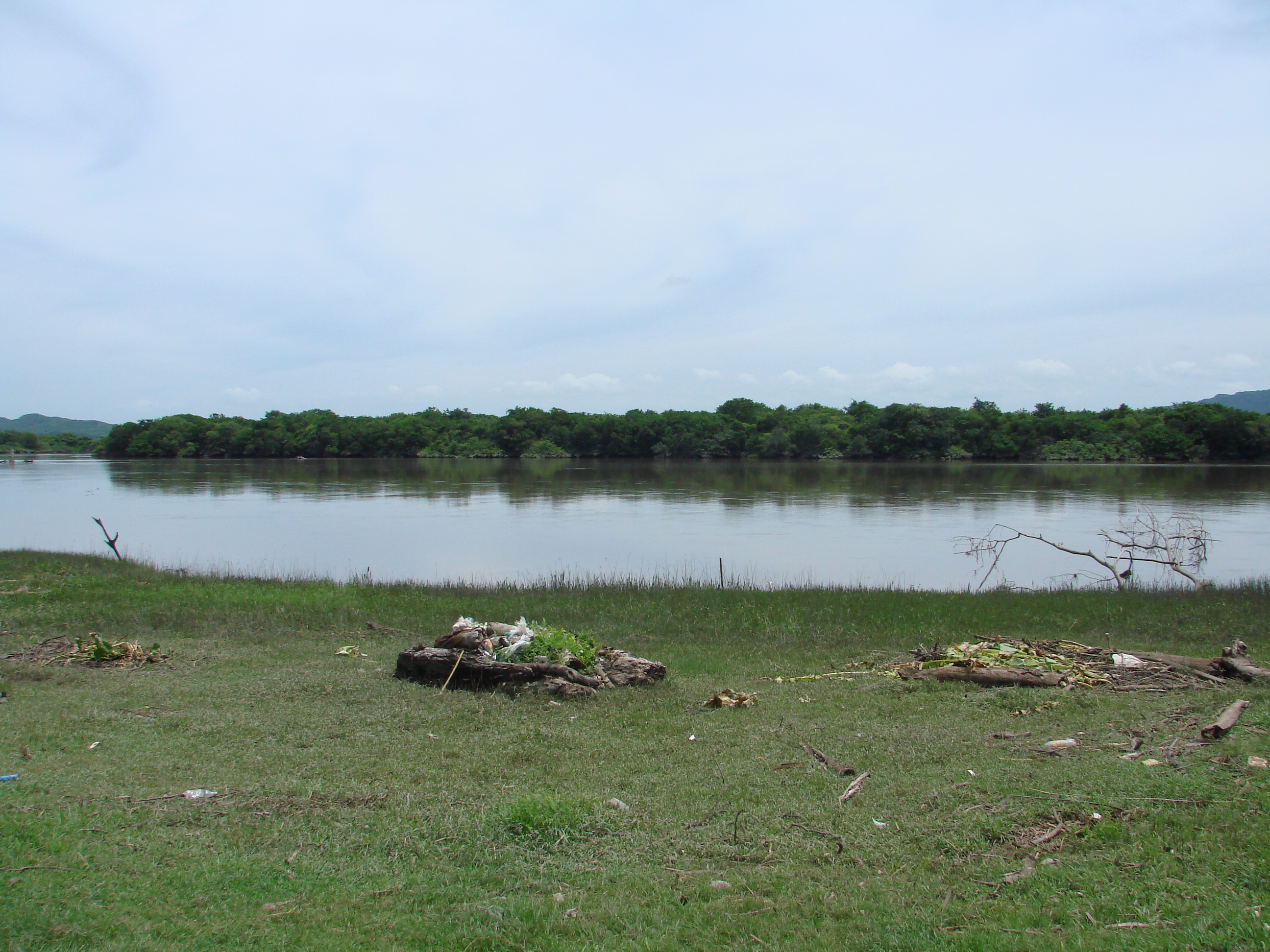
Rive du Tempisque